# Takuya Suzumura
Takuya Suzumura (Aichi, 13 september 1978) is een voormalig Japans voetballer.

## Carrière
Takuya Suzumura speelde tussen 1997 en 1998 voor Vissel Kobe.